# Богомоловы (Юрьянский район)
Богомоловы — деревня в Юрьянском районе Кировской области в составе Верховинского сельского поселения.

## География
Находится на расстоянии примерно 15 километров на запад-юго-запад от районного центра поселка Юрья.

## История
Известна с 1710 года, когда здесь (тогда починок Запышацкой) был учтен 1 двор, в 1764 году учтено 50 жителей. В 1873 году было отмечено дворов 7 и жителей 71, в 1905 14 и 104, в 1926 13 и 66, в 1950 8 и 22 соответственно, в 1989 году оставалось 6 жителей.

## Население
Постоянное население  составляло 2 человека (русские 100%) в 2002 году, 0 в 2010.